# Greccio
Greccio er en lille landsby/kommune i provinsen Rieti i den nordlige af Lazio, Italien. Kommunen har 1.466 indbyggere.

## Julekrybben
I nærheden af den lille by ligger klosteret, som tilhører franciskanerordenen og er oprettet af Frans af Assisi. Det kaldes også Il santuario del presepe, Julekrybbens helligdom, fordi Frans på dette sted indstiftede julekrybben i 1223. Frans skulle passere Greccio på vej mod Rieti og havde bedt en mand, Giovanni Vellita, om at forberede alt. En klippehule i skoven skulle udstyres med krybbe, med okse og æsel som stalden i Betlehem. Frans ønskede på denne måde at fejre Guds Søns komme til jord og se med sine egne øjne, hvor fattigt og usselt han for vor skyld ville have det.
Ved midnatstid strømmede egnens befolknings sammen til julefest. Thomas af Celano fortæller:
Greccio var blevet et nyt Betlehem, skoven genlød af stemmer, klipperne svarede de syngendes røst. Alle bar tændte fakler, om krybben stod brødrene med deres kerter, skoven blev lys som den klare dag. Messen blev læst over krybben som alter, for at det guddommelige barn under brødets og vinens skikkelse selv kunne komme til stede, ligesom det legemligt og synligt havde været til stede i Betlehem. Ja, et øjeblik forekom det endogså Giovanni Vellita, at han så et virkeligt barn ligge i krybben ... 
- Greccio by set fra klosteret
- Klosteret i Greccio
- Julekrybben indstiftes, fresko i klosteret
- Ældgammelt billede af Frans fra klosteret i Greccio

## Henvisning
- Wikimedia Commons har flere filer relateret til Greccio

1. ↑  demo.istat.it (fra Wikidata).